# Ölmesberg
Ölmesberg är ett berg i västra Småland, på gränsen mellan Hylte kommun (Hallands län) och Gislaveds kommun (Jönköpings län). Med en höjd på 237,9 meter över havet är det inte bara den högsta punkten i Hylte kommun utan även den högsta punkten i Hallands län.